# Dublin Death Patrol
Dublin Death Patrol (DDP) — американская группа, основанная вокалистом Testament Чаком Билли и вокалистом Exodus Стивом Сузой.
История группы берет начало еще в далеких 80-х, в Дублине, пригороде Сан-Франциско, когда друзья детства Чак Билли, Стив Суза, Вилли Лэндж (в будущем басист Lääz Rockit) стремились создать собственный проект и пытались создавать собственный материал. Но проекту не суждено было увидеть свет, так как обязательства музыкантов в других группах мешали этому произойти. В 2005 году Чак Билли вместе со своим братом Энди (гитара), Стив Суза, Грэг Бустаманте (гитара), Вилли Лэндж (бас-гитара) и Дэн Каннингэм (ударные) решают продолжить начатое и формируют первый состав Dublin Death Patrol. В процессе записи дебютной пластинки DDP 4 Life в 2007 году к группе присоединяются еще трое участников: Трой Лаккета (барабанщик Tesla), Джон Суза (бас), брат Стива, и Фил Дэммел (гитара) (Vio-lence, Machine Head). После выхода первого альбома в группе появляется 11-й участник, еще один брат Чака Билли, Эдди (бас).
На местных выступлениях состав группы представлял 8 человек: Чак Билли и Стив Суза на вокале, Вилли Лэндж за бас-гитарой, Энди Билли, Стив Робелло, Грэг Бустаманте, Джон Хартсинк на гитарах и Дэн Каннингэм за ударными. Для тура в поддержку альбома не смогли принять участие все участники, поэтому группа выступала в следующем составе: Чак Билли (вокал), Стив Суза (вокал), Джон Суза (бас), Дэн Каннингэм (ударные), Энди Билли (гитара), Грэг Бустаманте (гитара) и специальный гость Джон Хартсинк (также гитара).
После довольно продолжительного перерыва группа выступает на Graspop Metal Meeting в 2011 году. Позже группу покидает Фил Дэммел, в связи с обязательствами в Machine Head.
Летом 2012 года вышел второй альбом группы Death Sentence.

## Дискография
- DDP 4 Life (2007)
- Death Sentence (2012)

## Состав группы
- Чак Билли - вокал
- Стив Суза - вокал
- Энди Билли - гитара
- Грэг Бустаманте - гитара
- Джон Хартсинк - гитара
- Сти Робелло - гитара
- Вилли Лэндж - бас
- Эдди Билли - бас
- Джон Суза - бас
- Дэнни Каннингэм - ударные
- Трой Лаккетта - ударные

На концертных выступлениях группу представляют 7 человек, которые на данный момент свободны.

### Бывшие участники
- Фил Дэммел — гитара